# 2180 Marjaleena
2180 Marjaleena (1940 RJ) là một tiểu hành tinh vành đai chính được phát hiện ngày 8 tháng 9 năm 1940 bởi H. Alikoski ở Turku.